# Австрийское дворянство

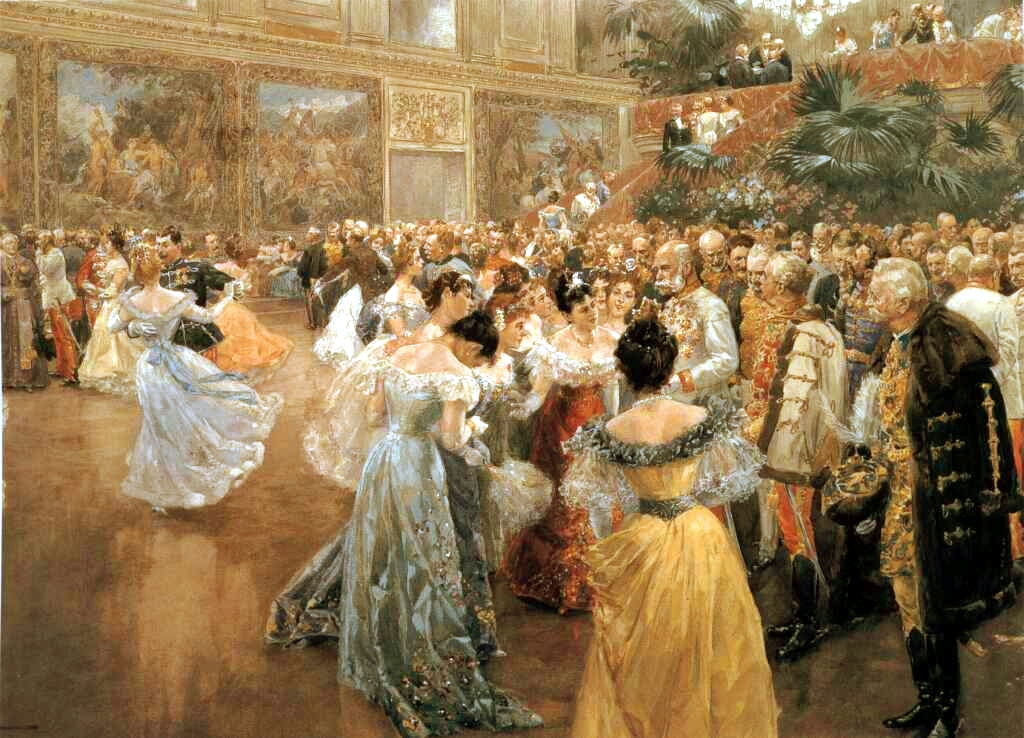
Император Франц-Иосиф приветствует гостей на придворном балу (акварель Вильгельма Гаусе, 1900)

Австрийское дворянство  (нем. österreichischer Adel) — привилегированное сословие Габсбургской монархии.
Габсбургская монархия до 1806 года была частью Священной Римской империи, при этом императорами Священной Римской империи с 1438 по 1806 годы почти непрерывно были эрцгерцоги Австрийские. Низшее дворянство империи первоначально делилось на имперское (reichsfreie Adel) и земельное (landsässigen Adel), состоявшее из личных дворян (Personalist) и потомственных дворян (Posessionat). Имперское дворянство было непосредственно подчинено императору, а земельное дворянство — собственному суверену. Постепенно имперское и земельное дворянство объединилось с рыцарями жалованного дворянства и стало имперским рыцарством, к которому присоединилось позже некоторое количество «старо-благородных» господ (Edel Herr), все вместе они составили «имперское сословие» (Reichsstandschaft).
К титулованному дворянству (Betitelter Adel) в Священной Римской империи принадлежали благородные (Edler), рыцари империи (Reichsritter), бароны (Freiherr), графы (Graf) и князья (Fürst).
Австрийское титулованное дворянство делилось на высшее дворянство (hoher Adel), и низшее дворянство (niederer Adel). К высшему дворянству принадлежали герцоги, князья, графы и бароны, прочие составляли низшее дворянство.
Титулы высшего дворянства:

Герб князей Шварценбергов

- Эрцгерцог/Эрцгерцогиня (Erzherzog/Erzherzogin) — не правящие члены дома Габсбругов, к ним обращались «императорское высочество» (Kaiserliche Hoheit);
- Великий Герцог/Великая Герцогиня (Großherzog/Großherzogin) — только правители Великого герцогства Тосканского, которыми с 1738 года были Габсбурги Лотарингские;
- Герцог/Герцогиня (Herzog/Herzogin);
- Князь/Княгиня (Fürst/Fürstin), к ним обращались «светлость» (Durchlaucht) или «высокородие» (Hochgeboren), или «княжеская милость» (fürstliche Gnaden).
- Граф/Графиня (Graf/Gräfin или Сomtesse), к ним обращались «сиятельство» (Erlaucht) или «высокородие» (Hochgeboren), или «графская милость» (gräfliche Gnaden).
- Барон/Баронесса (Freiherr/Freifrau[1] и Freiin или Freifräulein[2]), к ним строго официально обращались «высокоблагородие» (Hochwohlgeboren), но повсеместно использовались обращения: «милостивый господин» (Gnädiger Herr), «милостивая госпожа» (Gnädige Frau) и «милостивая барышня» (Gnädiges Fräulein).

Титулы низшего дворянства:
- Рыцарь (Ritter) (женский вариант титула не существовал, женские представители семьи рыцаря именовались «благородная фон...» (Edle von)), к ним строго официально обращались «благородие» (Wohlgeboren), но повсеместно использовалось обращение «милостивый господин» (Gnädiger Herr).
- Благородный/Благородная (Edler/Edle), к ним строго официально обращались «благородие» (Wohlgeboren), но повсеместно использовались обращения: «милостивый господин» (Gnädiger Herr), «милостивая госпожа» (Gnädige Frau) и «милостивая барышня» (Gnädiges Fräulein).
- Наследный солевар (Erbsälzer) — аристократия города Верль, которая насчитывала в конце XIV века всего 48 семей, к концу XVI века их число сократилось до восьми, а ныне остались только лишь семьи фон Лилиен (Lilien) и фон Папен (Papen). В 1708 году император Иосиф I подтвердил их права как дворян Империи. Официального обращения к ним не существовало, но могло использоваться Gnädiger Herr (милостивый господин) или Gnädige Frau (милостивая госпожа).

С 1453 года эрцгерцог Австрийский имел право возводить во дворянство простолюдинов, такое же право имел и архиепископ Зальцбургский, поскольку Зальцбургское архиепископство было независимым владением. Также с 1758 года пожалование Военного Ордена Марии Терезии, впоследствии также пожалование ордена Святого Стефана, ордена Леопольда, ордена Железной короны влекло за собой пожалование рыцарским или баронским титулом. Возведенные в дворянство (ноблированные) простолюдины принадлежали к так называемому второму сословию (в отличие от первого сословия — потомственной аристократии). Это были предприниматели, служащие, люди свободных профессий. В 1884 году такие ноблирования прекратились.
Кроме того, с 1757 года каждый габсбургский офицер, который прослужил беспорочно 30 лет и принял участие как минимум в одной битве, мог ходатайствовать о возведении в дворянское достоинство (без участия в военных действиях для этого требовалось прослужить 40 лет). 
Австрийское дворянство было различного этнического происхождения — немецкого, венгерского, чешского, хорватского, итальянского, польского. С 1781 года евреи также могли возводиться в дворянство (при этом они могли продолжать исповедовать иудаизм). К 1821 году известно, по крайней мере, девять семей еврейских предпринимателей, живших в Вене, которые были ноблированы за вклад в экономическое развитие страны. Среди них были семьи Ротшильд (Rothschild), Арнштайн (Arnstein), Эскеле (Eskele), Гомперц (Gomperz), Куффнер (Kuffner), Либен (Lieben), Аушпитц (Auspitz), Шей фон Коромла (Schey von Koromla), Тодеско (Todesco) и Вертхаймштайн (Wertheimstein). 
Дворянские семьи могли иметь перед фамилией предлог «von», «zu» или их сочетание (von und zu). Не немецкоговорящее дворянство предпочитало использовать предлог «de» (например, в Богемии, Венгрии и Галиции). 
После распада Австро-Венгрии Закон об отмене дворянства (Adelsaufhebungsgesetz 1919) Австрийской Республики отменил все дворянские привилегии, титулы и даже приставки к фамилиям. Но аристократия в Австрии сохранила свои земли (хотя многие семьи разорялись и были вынуждены их продавать).
К 2005 году, когда была основана ассоциация Ассоциация австрийской Знати (Vereinigung der Edelleute Österreich), насчитывалось около 20 000 представителей австрийской знати. 